# Поль Елльо
Поль Елльо (фр. Paul César Helleu; 17 грудня, 1859, Ванн, Бретань — 23 березня, 1927, Париж) — французький художник і графік XIX—XX століть.

## Життєпис
Народився в містечку Ванн, у Бретані. Батько, що був інспектором на митниці, помер, коли хлопець був підлітком. Покинувши домівку, юнак переїхав до Парижа, де спершу навчався у ліцеї Chaptal. У 1876 році він вступив до Паризької школи красних мистецтв, де навчався під керівництвом Жан-Леона Жерома.
Молодий художник поринув у паризьке життя. Серед його знайомих цього періоду — Джеймс Вістлер, Джон Сінгер Сарджент, Клод Моне. Він навіть брав участь у другій виставці французьких імпресіоністів. Його захопила і незвична художня техніка, котру використовували імпресіоністи, робота а ля пріма, безпосередньо на полотні, часто без попередніх малюнків і довгих пошуків вдалої композиції. І все це просто неба, далеко від художньої студії і ретельної доробки полотна в ній.

## Художня манера
У столиці він познайомився і з художником Джованні Болдіні, італійцем за походженням, що виборов популярність як художник-портретист закордонних візитерів-багатіїв у Париж. Бравурна, візуально динамічна художня манера Джованні Болдіні помітно вплинула і на художню манеру Поля Елльо, котрий переніс її і у власні графічні твори. Вони виявилися настільки вдалими, що він довго не полишав графічних технік і працював з офортом, сухою голкою, також і з пастеллю.

## Дружні стосунки із Сарджентом
Ще вісімнадцятирічним юнаком він познайомився із художником Джоном Сарджентом, що був старшим лише на чотири роки за нього. На той час Сарджент вдало торгував власними творами, що не вдавалось Полю, він навіть думав покинути художнє навчання. Сарджнен матеріально підтримав молодого художника, хвалив його роботи, придбав одну із його картин, підбадьорив того. Обидва художники збережуть дружні стосунки на все життя, а Поль буде неодноразовою моделлю для замальовок Сарджента.

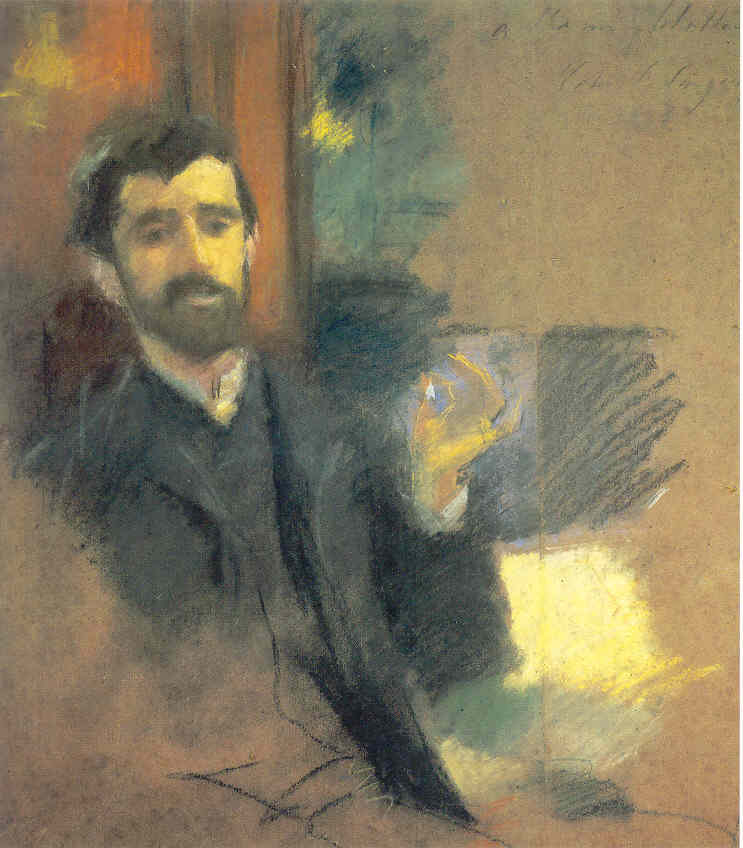
Джон Сінгер Сарджент. «Портрет Поля Елльо», пастель
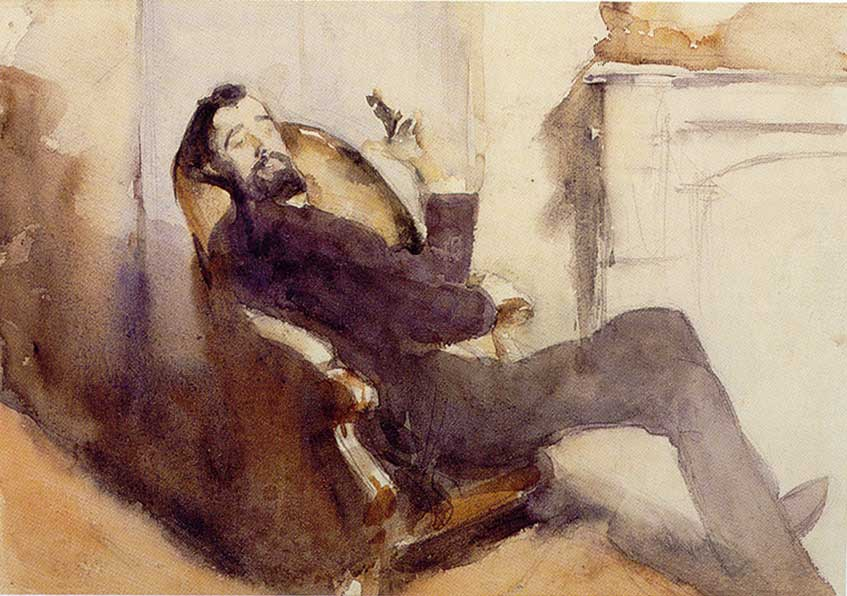
Сарджент. Поль Елльо, акварель до 1885 р.
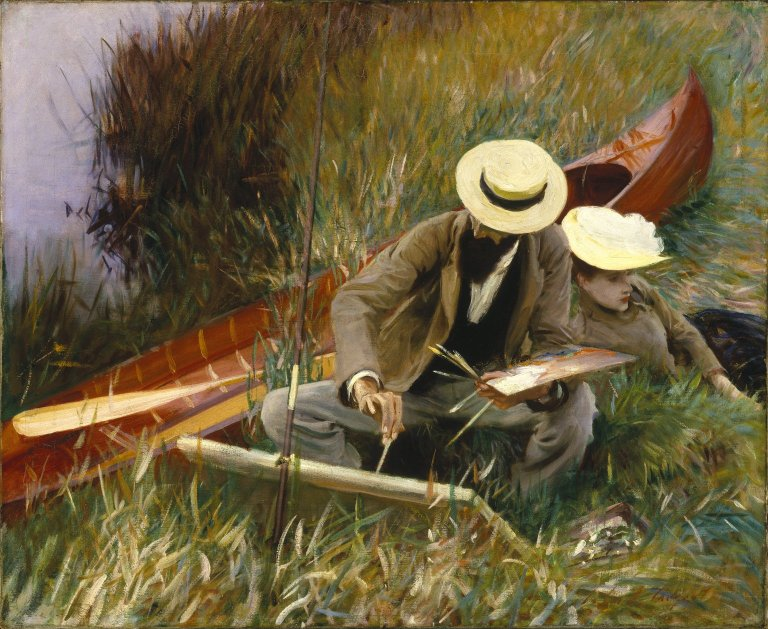
Джон Сінгер Сарджент. «Портрет Поля Елльо з дружиною на натурі», 1889 р., Бруклінський музей

## Власний шлюб

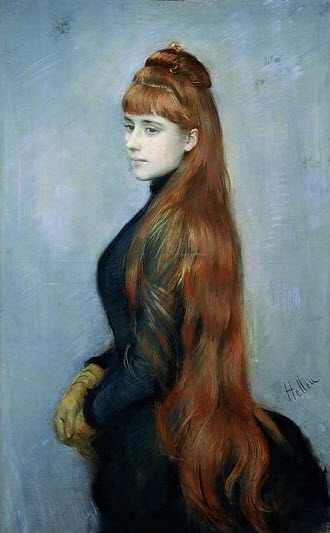
Аліса Герен

1884 року Поль Елльо отримав замовлення на створення портрету молодої пані Аліси Герен. Аліса походила із заможної родини. Вони сподобались один одному і через два роки після знайомства побралися. Родина Герен ввела художника у коло багатих паризьких замовників і його матеріальний стан помітно покращився.

## Лондон і удосконалення графічних технік
1885 року Поль Елльо відвідав Лондон, куди їхав Жак-Еміль Бланш. У британській столиці він знову зустрів паризьких знайомих, серед котрих були Джеймс Вістлер та Жак Тіссо, француз, що зробив вдалу художню кар'єру у Лондоні. Поль Елльо побачив, як працює Жак Тіссо безпосередньо на мідній пластині алмазним пером або сухою голкою з подальшою обробкою матриці для друку. Він швидко опанував нову технологію і навіть почав робити елегантні, віртуозні малюнки. Тонкі лінії дозволили художникові добре відтворювати у новій техніці хутро, волосся жіночих зачісок, узагальнені сукні. Але іноді було враження, що створивши нову і привабливу жіночу голівку, він втрачав інтерес до усього іншого — ефектів освітлення, інтер'єру, оточення моделі тощо.
За період власної художньої кар'єри Поль Елльо створив близько 2.000 відбитків у техніці суха голка, частку з ніжним розфарбуванням.

## Патрон Робер де Монтескью

Джованні Больдіні. «Поль Елльо у повний зріст», літографія

1886 року відбулося знайомство художника із аристократом, поетом і естетом Робером де Монтескью. Остнній був прихильником графіки і придбав для власної колекції шість відбитків роботи Поля Елльо. Робер де Монтескью вводить художника у коло паризьких літераторів, знайомить його із аристократом і письменником Марселем Прустом. Пруст описав Елльо у образі художника Ельстіра в книзі «У пошуках втраченого часу».
Дружні стосунки зі Робером де Монтескью не припинялися і у 1913 році той оприлюднив книгу про Елльо разом із одною сотнею його гравюр та малюнків. Книга де Монтескью з роками стане головним джерелом біографічних фактів про художника.
Новими замовленнями приятеля-художника свого брата забезпечувала і його сестра, графиня Греффуль, так серед замовників художника опинилась низка багатих і титулованих жінок — маркіза Казаті, графиня Мальборо, Гелена Рубінштейн тощо. Він став художником паризької аристократії.
1904 року це спрацювало на отримання художником ордену Поченого легіону. Його обирають почесним членом декількох художніх академій. Разом із скульптором Роденом він був керівником Національного товариства образотворчих мистецтв.

## Смерть
Помер від перітоніту після операції в Парижі у березні 1927 року.

## Вибрані пастелі роботи Елльо

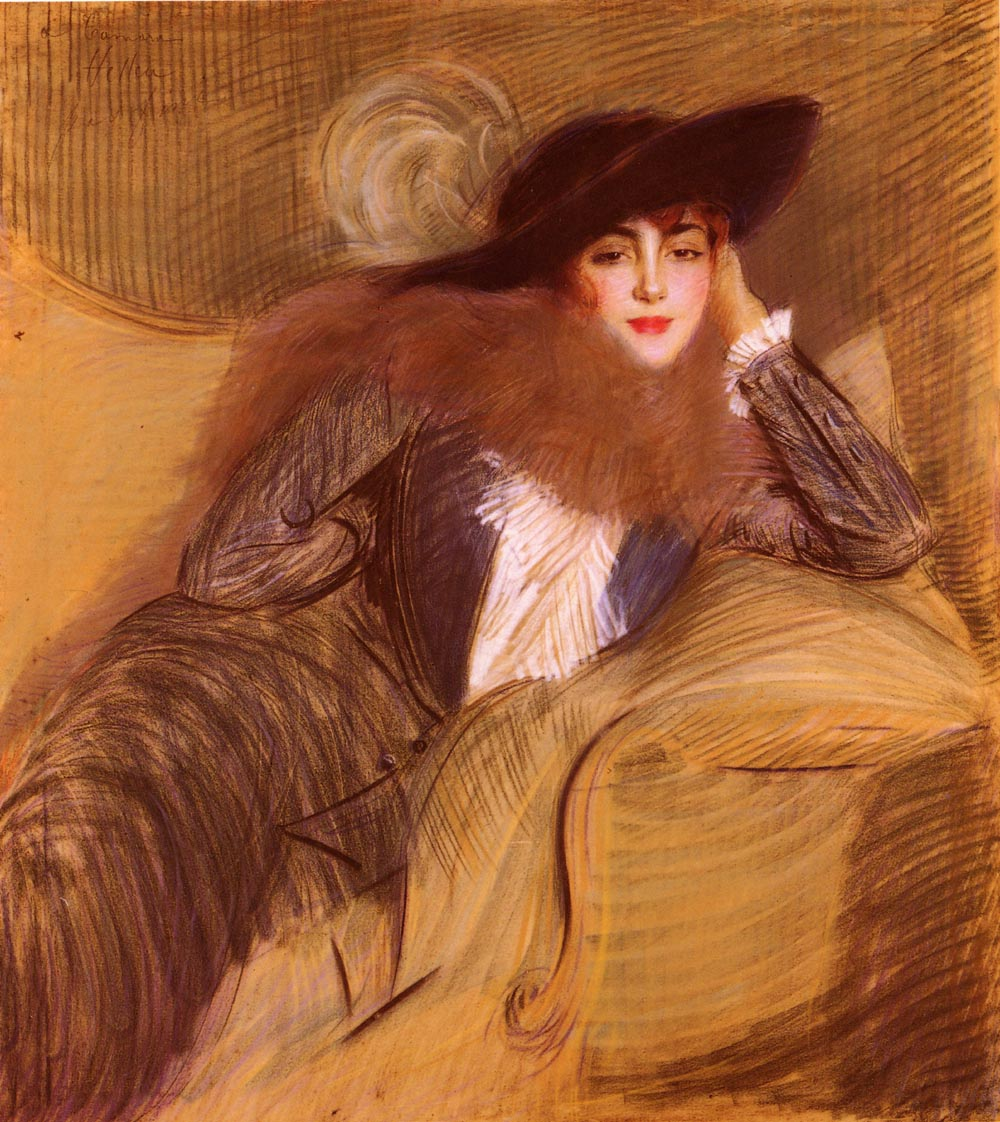
«Камара»

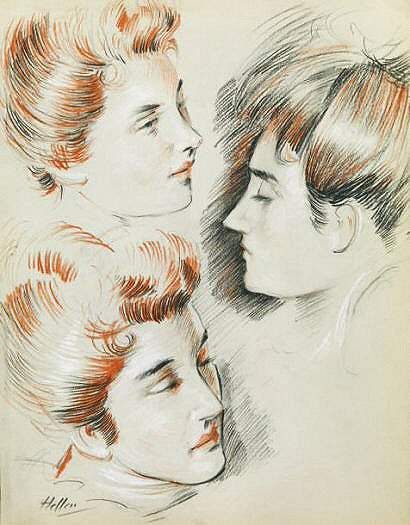
Штудія жіночої голівки
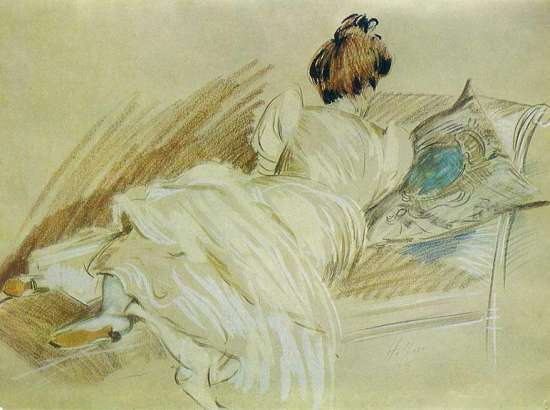
«На канапі»
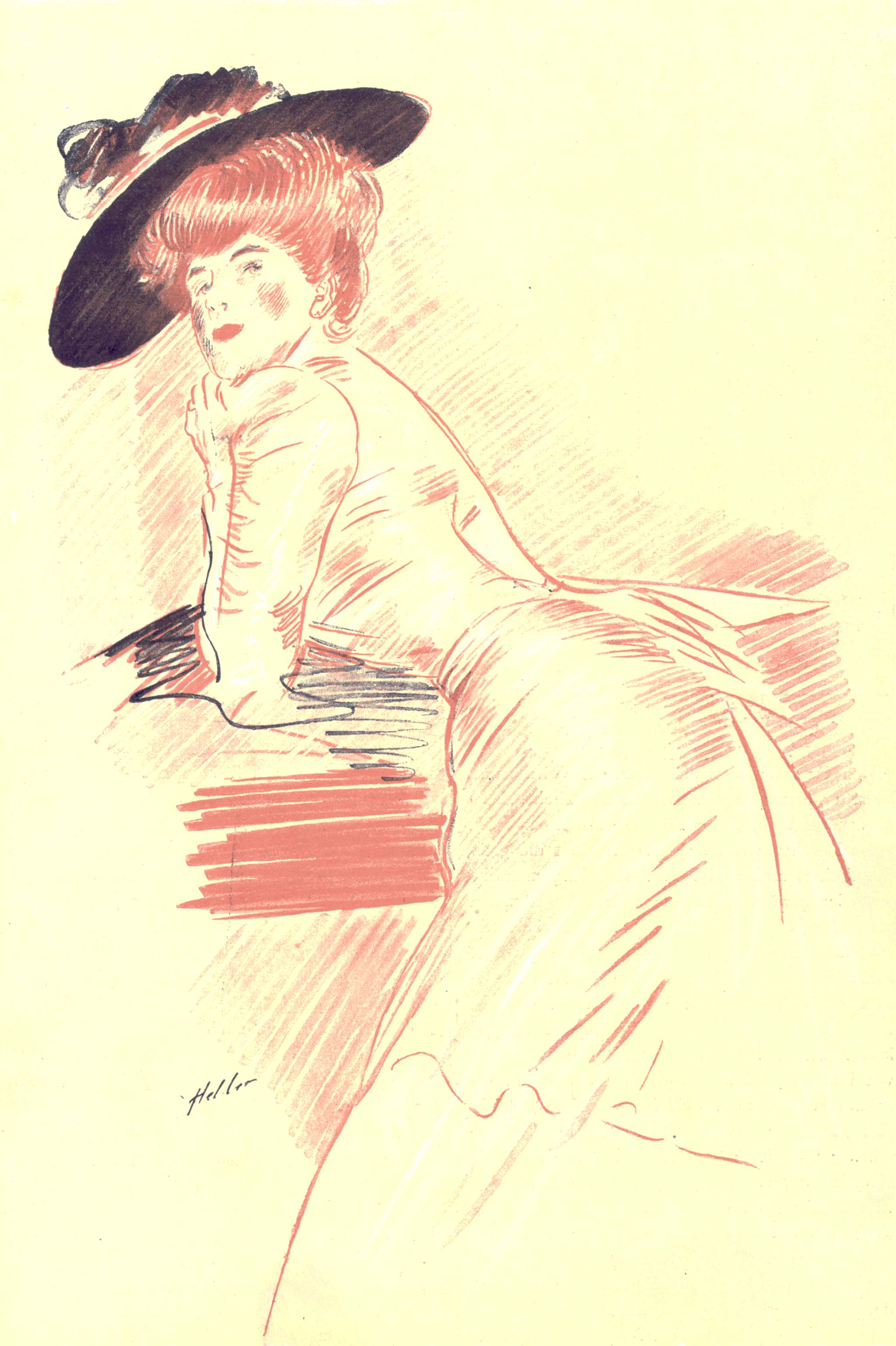
«Паризька модниця»
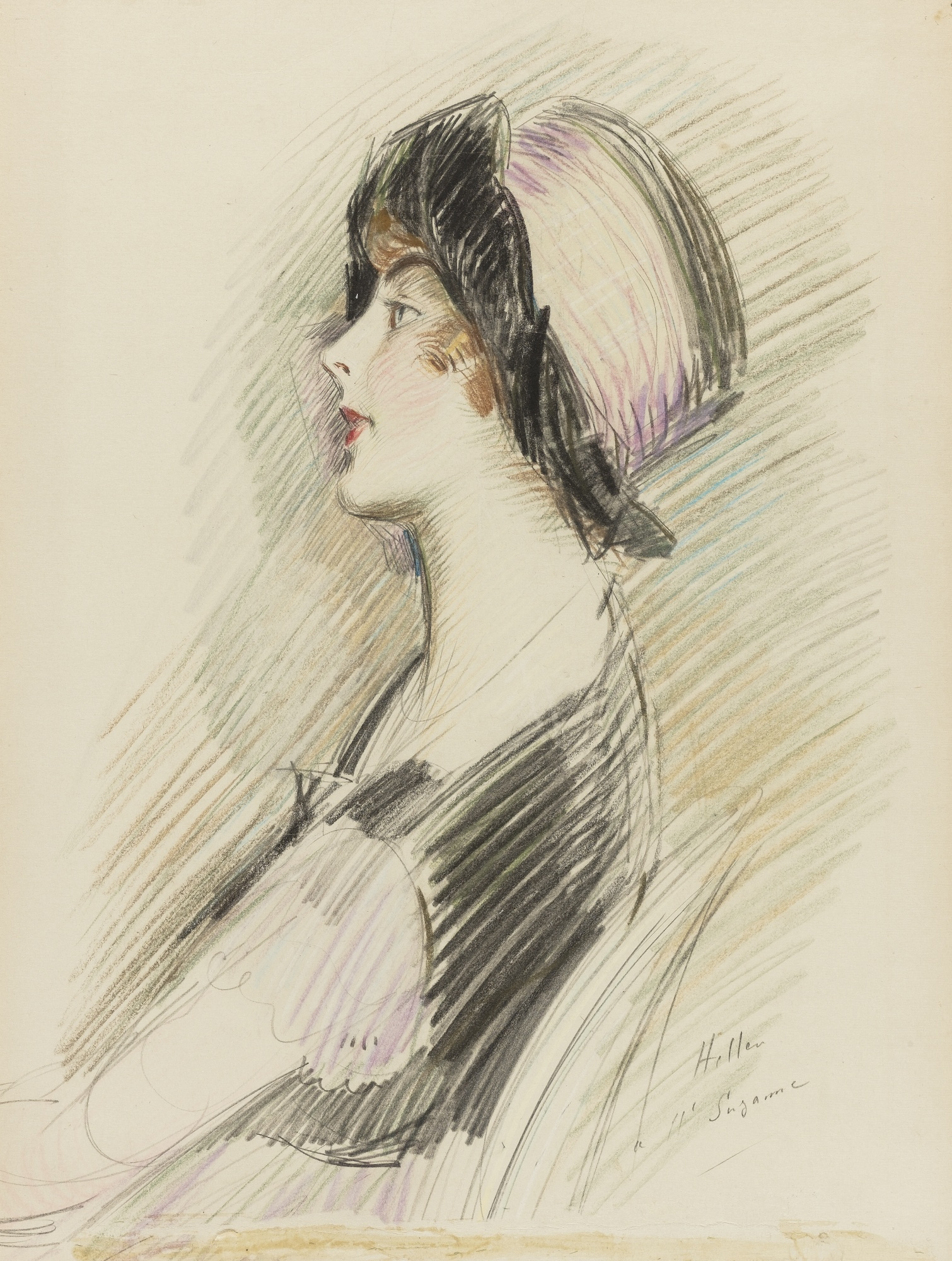
«Молода пані у профіль»

## Графічні твори Елльо

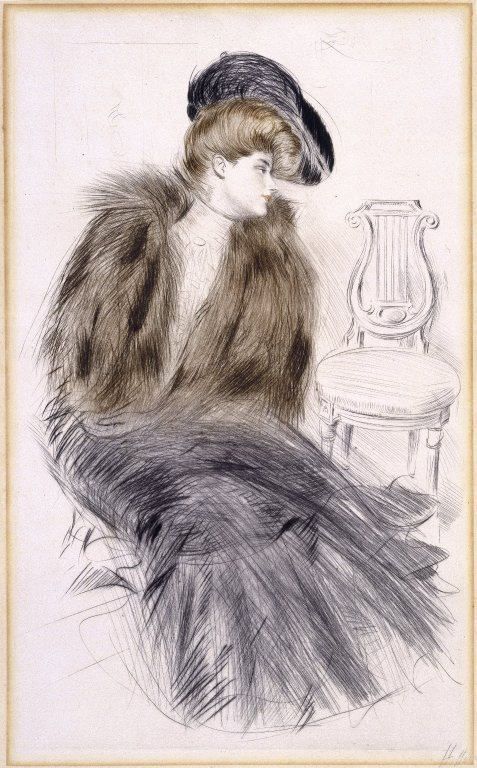
«Коштовне хутро», відбиток у сірому, 1895, Бруклінський музей

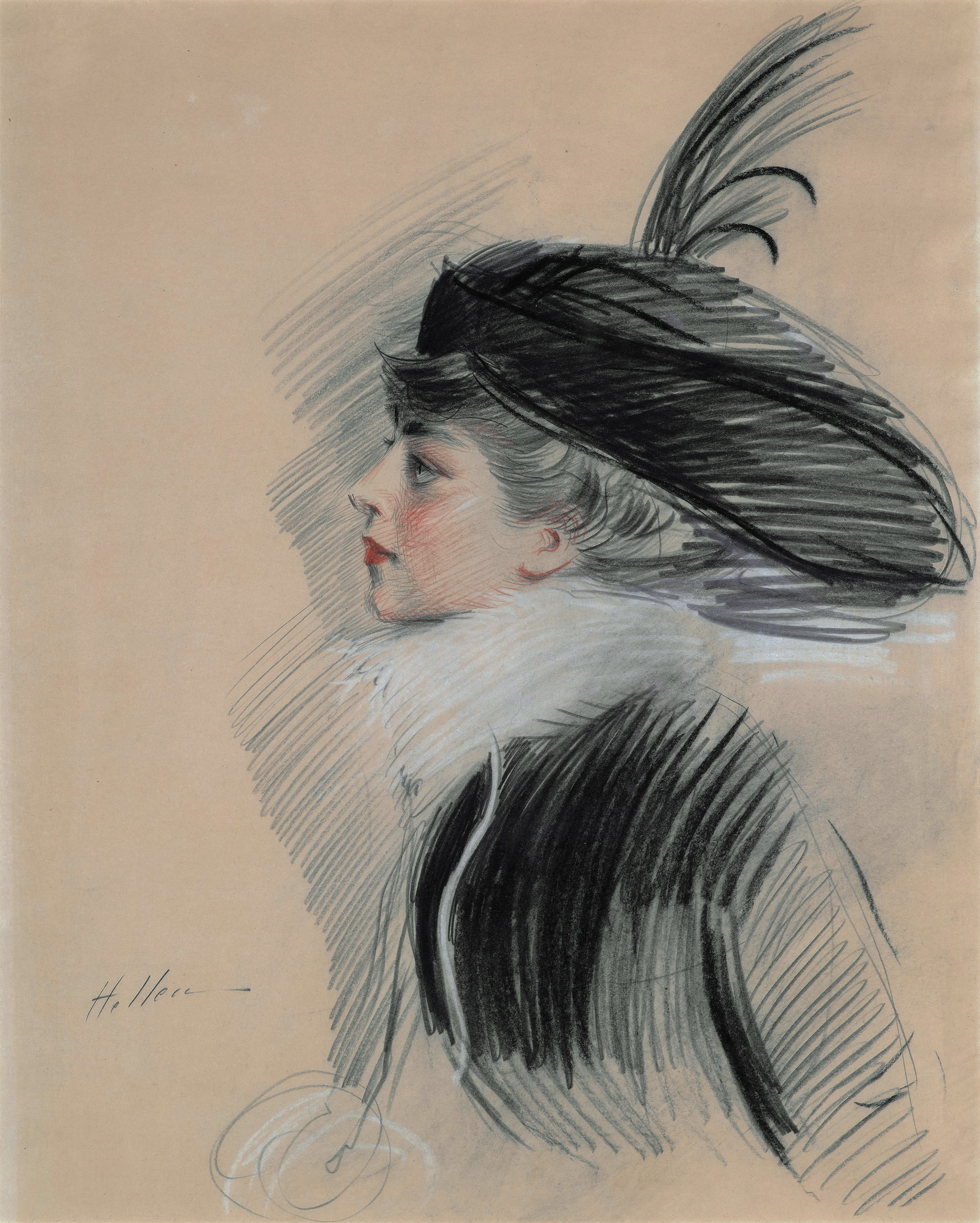
«Коста Грін», пстель
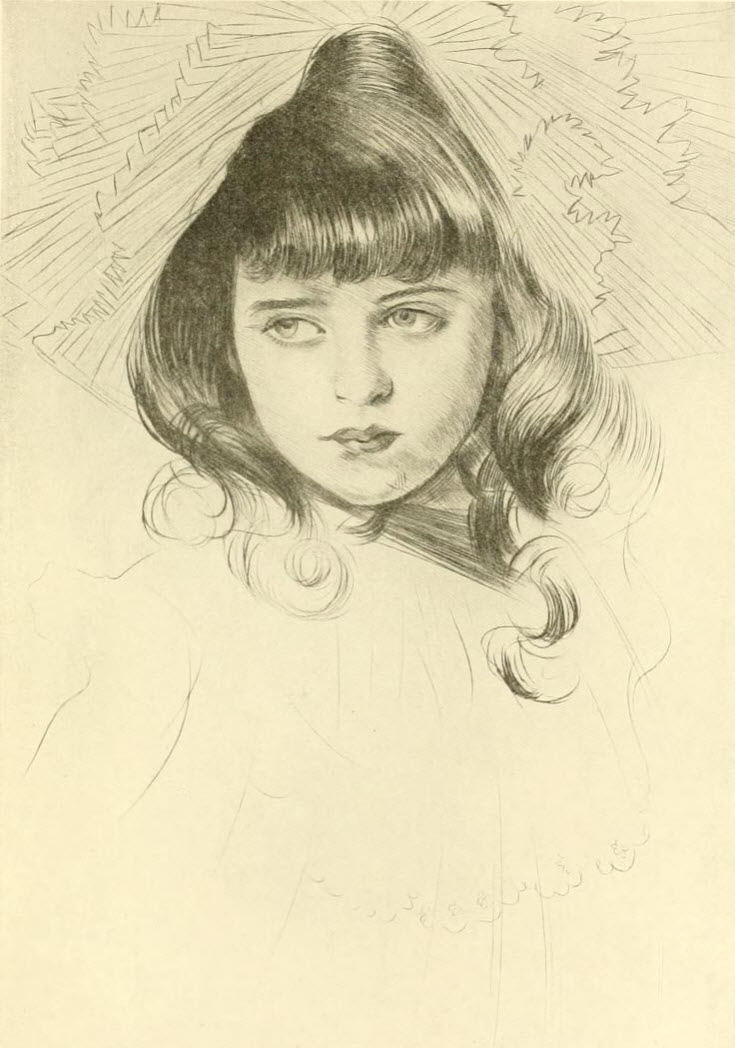
«Капелюшок-пліссе», 1900 р.
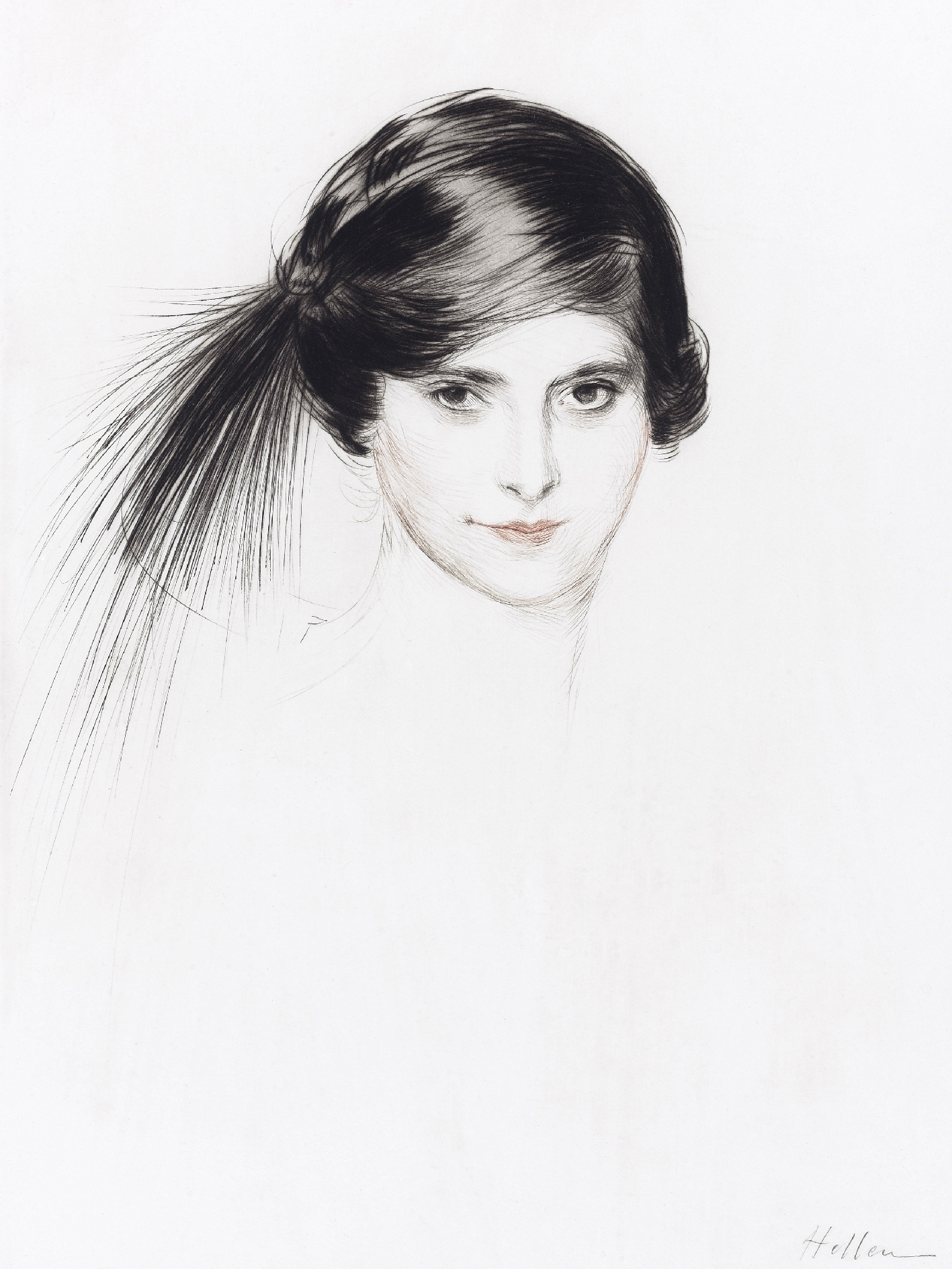
«Елена Рубінштейн», 1908 р.
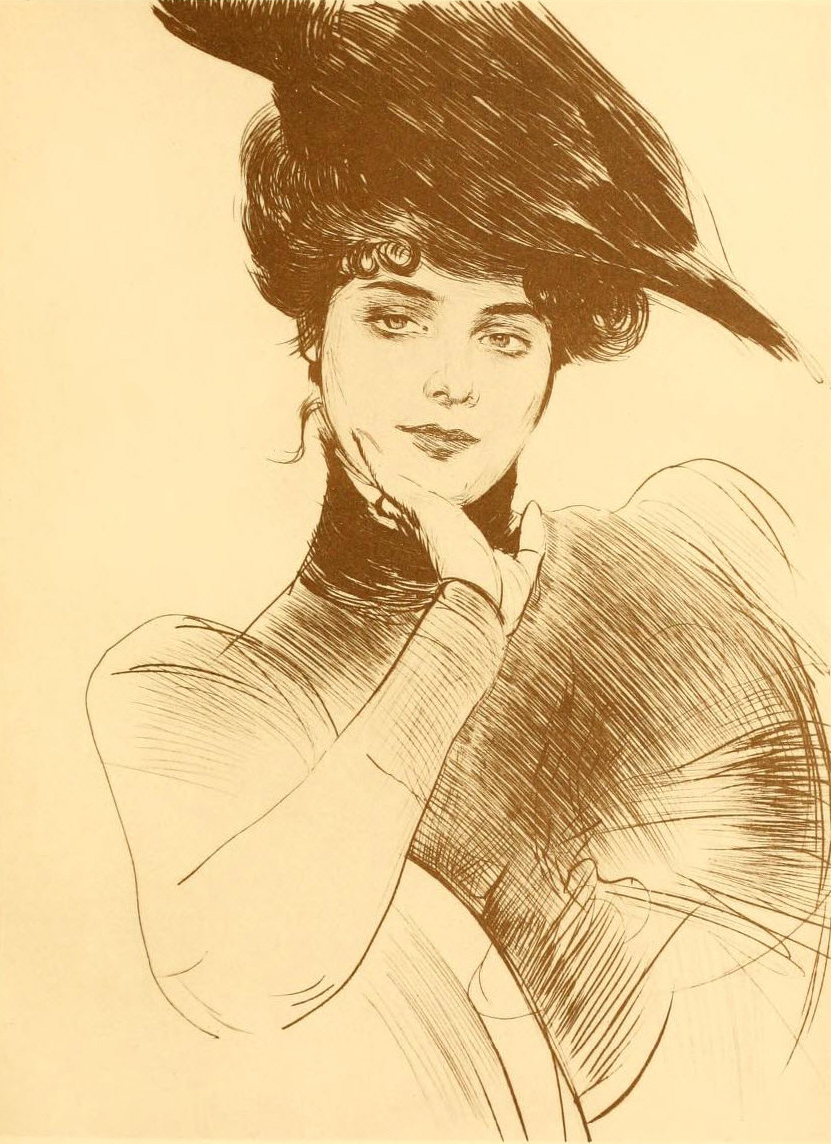
Шудія портрету у графічній техніці

## Вибрані картини

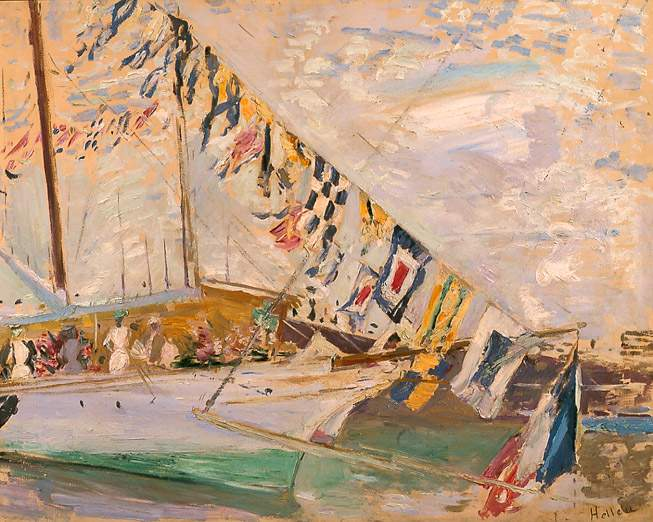
«Яхта «Етуаль»
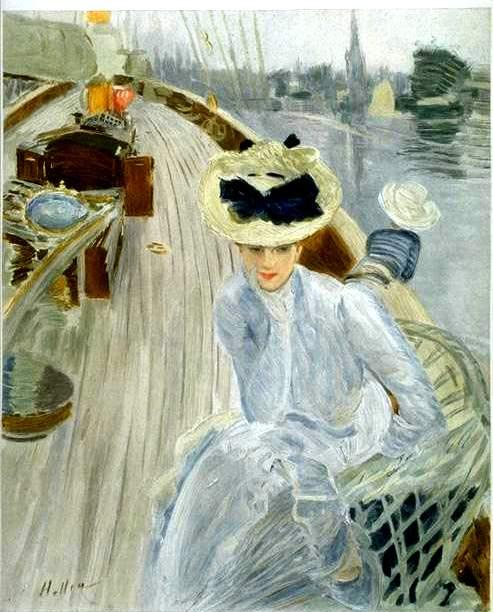
«На Рів'єрі»
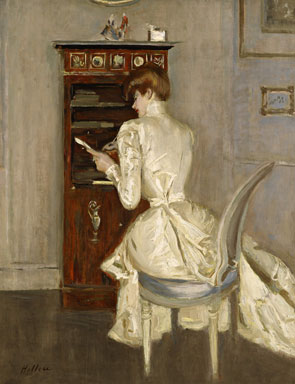
«Дружина художника в його майстерні біля бюро», без датування
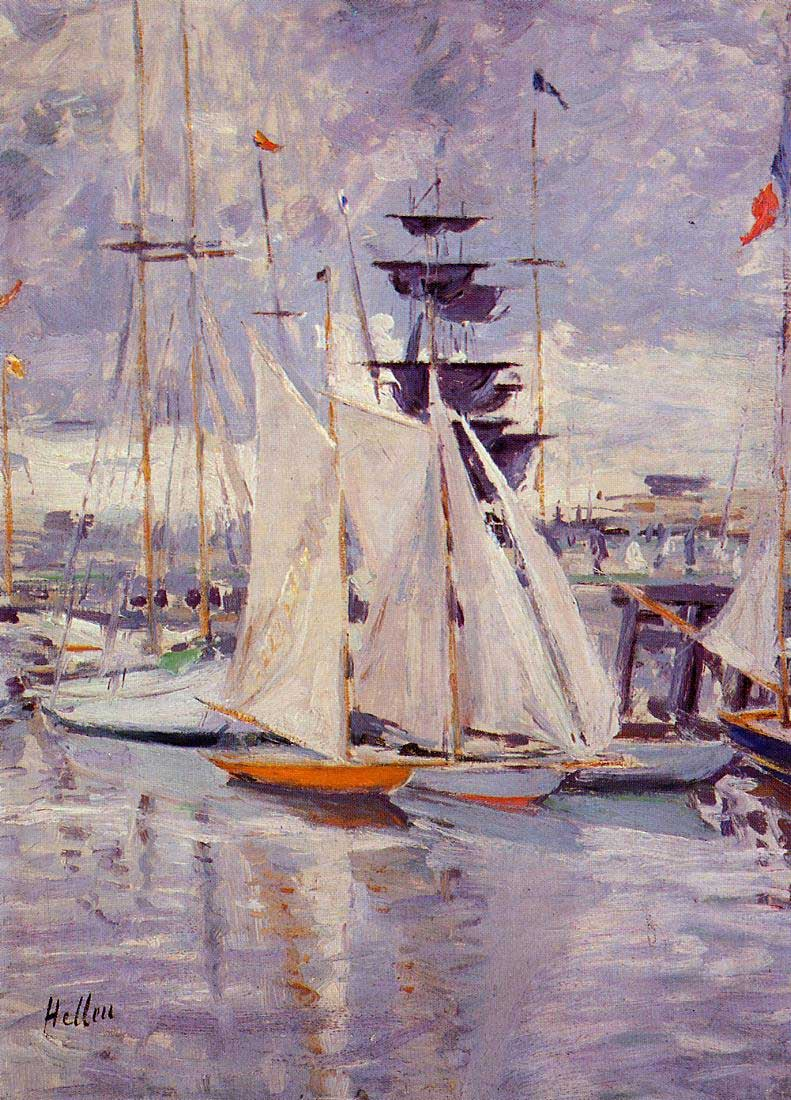
«Затока у Довілі»